# Ai To’os

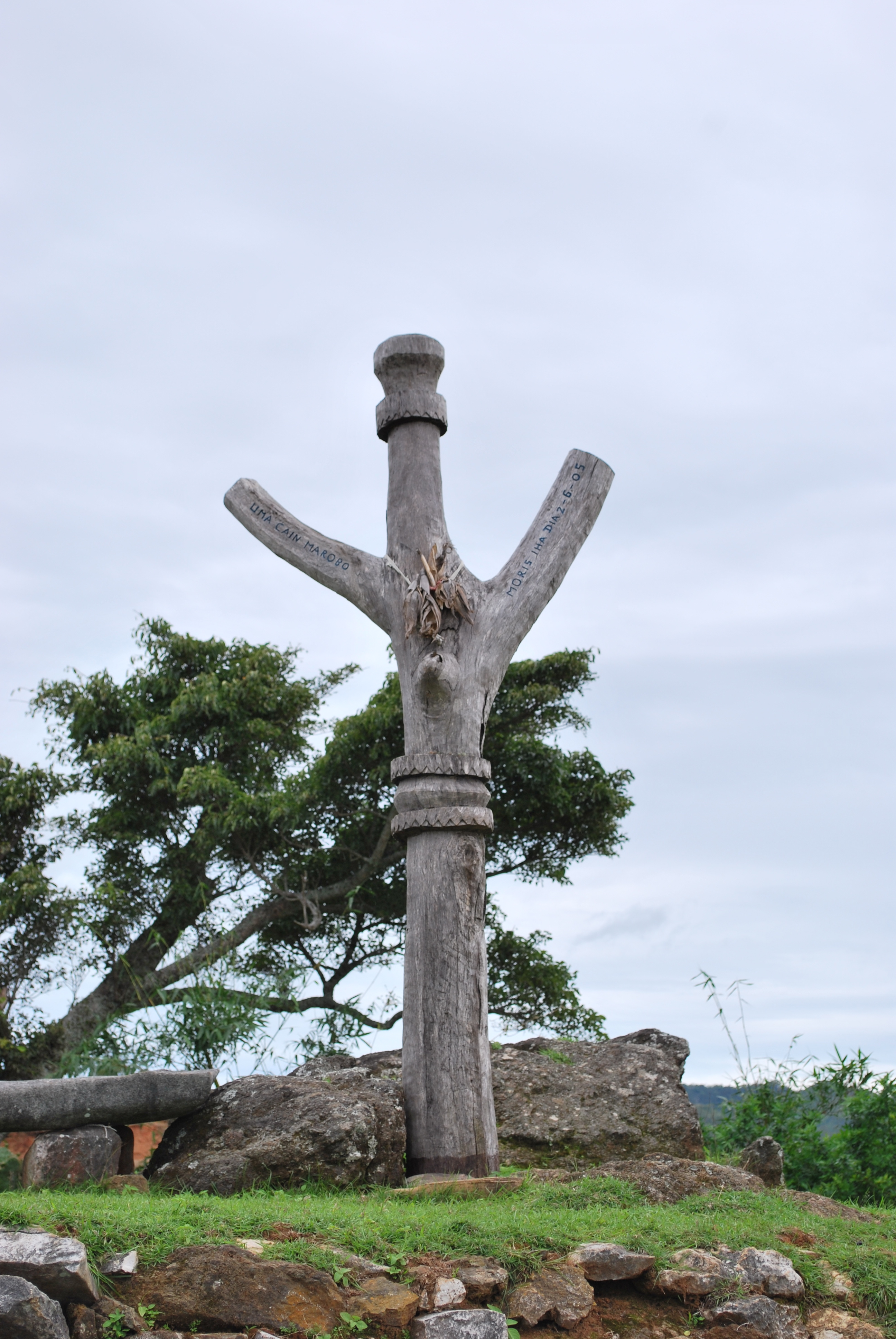

Een Ai To'os of Ai-Toos (Tetum voor "tuinboom" of "veldboom") is een kale boomstam die in Oost-Timor als symbool van bescherming wordt opgericht. Er wordt gezegd dat men de voorouders om hulp vraagt, zodat het land vruchtbaar blijft en de mensen welvarend zijn.
De Ai To'os stelt een vereniging voor van steen en hout (tetum fatuk ho ai), als symbool van de vereniging van de menselijke wereld met de natuur. De boomstam is in de grond gezet en omlijst door stenen platen. Het stenen platform (fatuk bossok) is een altaar van het traditionele Timorese geloof. Gewoonlijk heeft de Ai To'os drie armen die naar boven zijn gestrekt.
De interpretaties van de symboliek zijn complex. Soms wordt het in verband gebracht met de vruchtbaarheid van het individu en de samenleving. Zo wordt de relatie tussen de stam en zijn takken gelijkgesteld met die tussen vader en moeder (tetum Aman ho Inan) en hun kinderen (Anan). In een deel van de etnische groepen van Timor blijven mannen traditioneel binnen hun stam (Patrilineaire afstamming), maar trouwen alleen met vrouwen van buiten (exogamie), zodat alle leden naar een mannelijke afstamming kunnen verwijzen. 
De mensen ontmoeten elkaar regelmatig op hun plaats van herkomst (fun), die overeenkomt met de stam. In ceremonies die de vruchtbaarheid van het land dienen, worden kransen geweven van maïsplanten en gebruikt om de Ai To'os te versieren.
Volgens een andere interpretatie symboliseren de drie armen de drie legendarische voorouders van de drie oorspronkelijke rijken van Timor (cf. Geschiedenis van Oost-Timor).
De Ai To'os kan ook een touw symboliseren dat, volgens een legende, de zon en de aarde met elkaar verbond en communicatie tussen hen mogelijk maakte. Weer anderen zien in de Ai To'os de verblijfplaats van de voorvaderen, van wie de nakomelingen steun ontvangen.
Tijdens de "Harii Hikas Ai To'os"-ceremonie wordt een dier als offer geofferd. Bij voorbeeld een varken, bij de oprichting van een Ai To'o in de nationale hoofdstad Dili, die bescherming en voorspoed moet brengen aan de regering en het gehele land. De ceremonie werd bijgewoond door dorpsoudsten uit alle gemeenschappen in Oost-Timor en de minister-president.
Ai To'os zijn ook vandaag nog zeer belangrijk in de Oost-Timorese cultuur, ook al belijdt bijna de gehele bevolking van het land nu het katholieke geloof. Het is dan ook heel gewoon om Ai To'os voor kerken (bijvoorbeeld de kerk van Maubisse) of kapellen te plaatsen.

## Galerij

Foto's
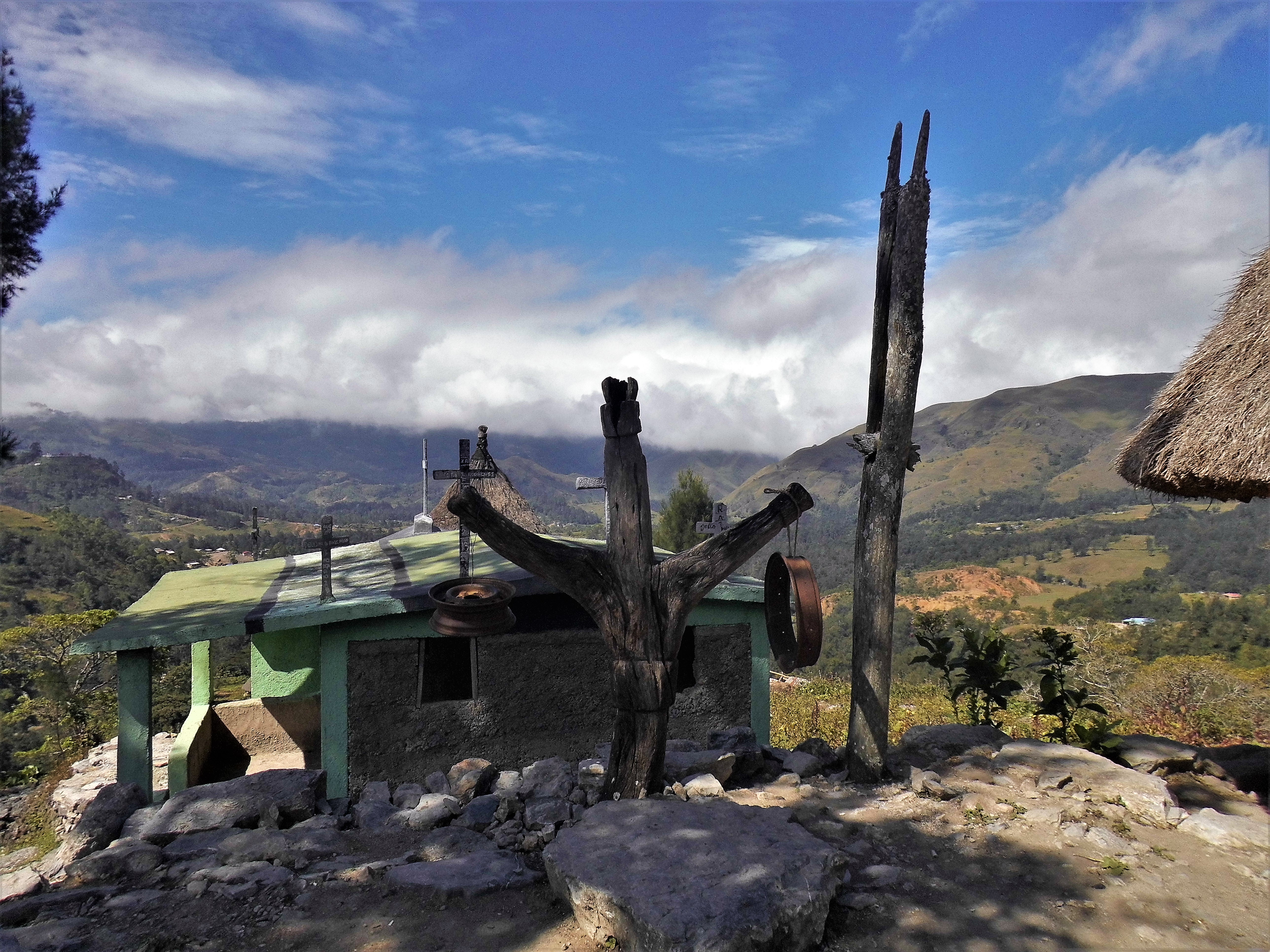
In Maubisse
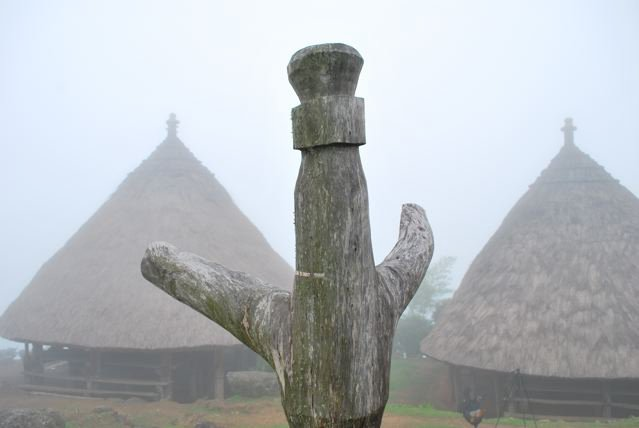
In Hohulu
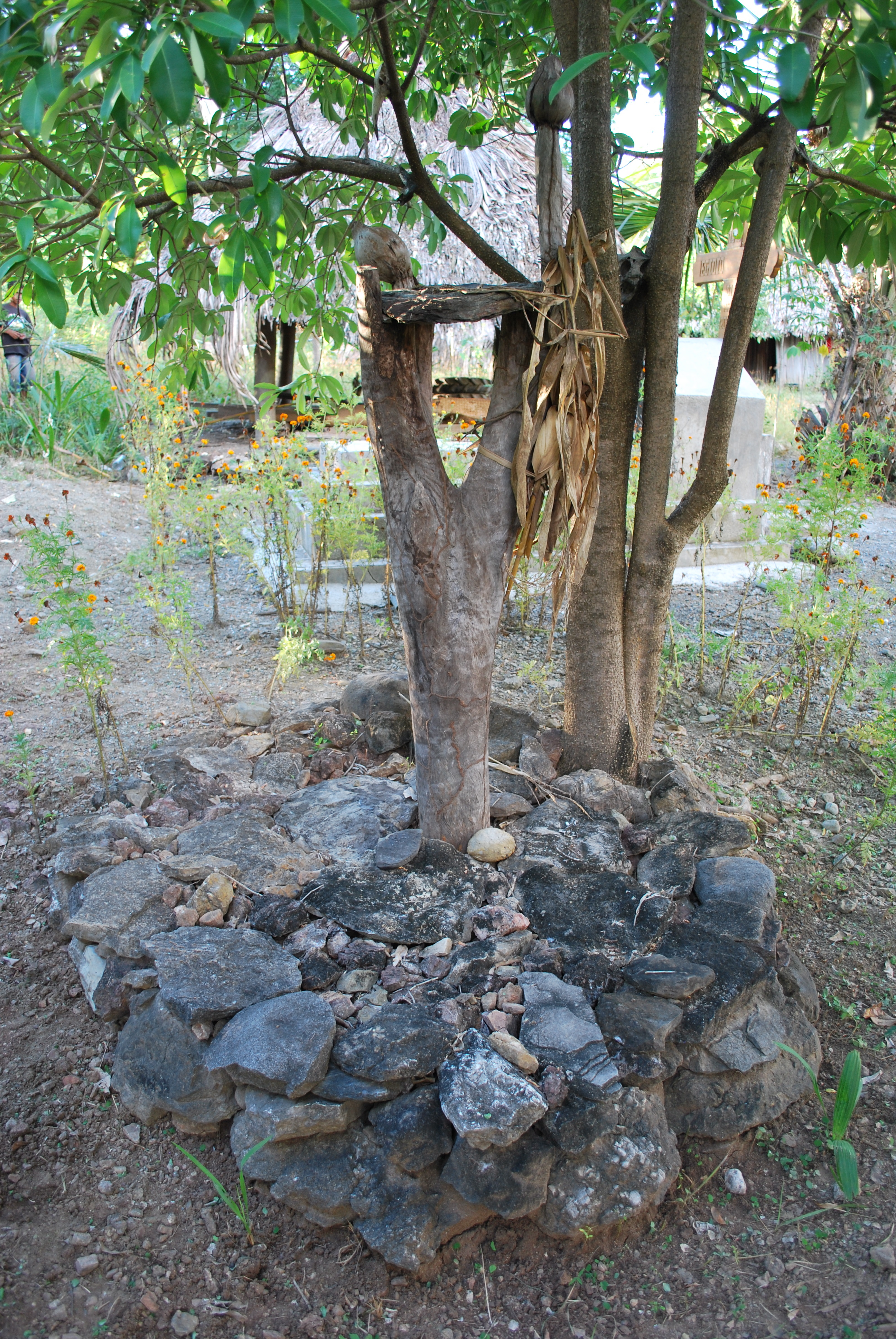
In Watu
Voor een kerk in Maubisse
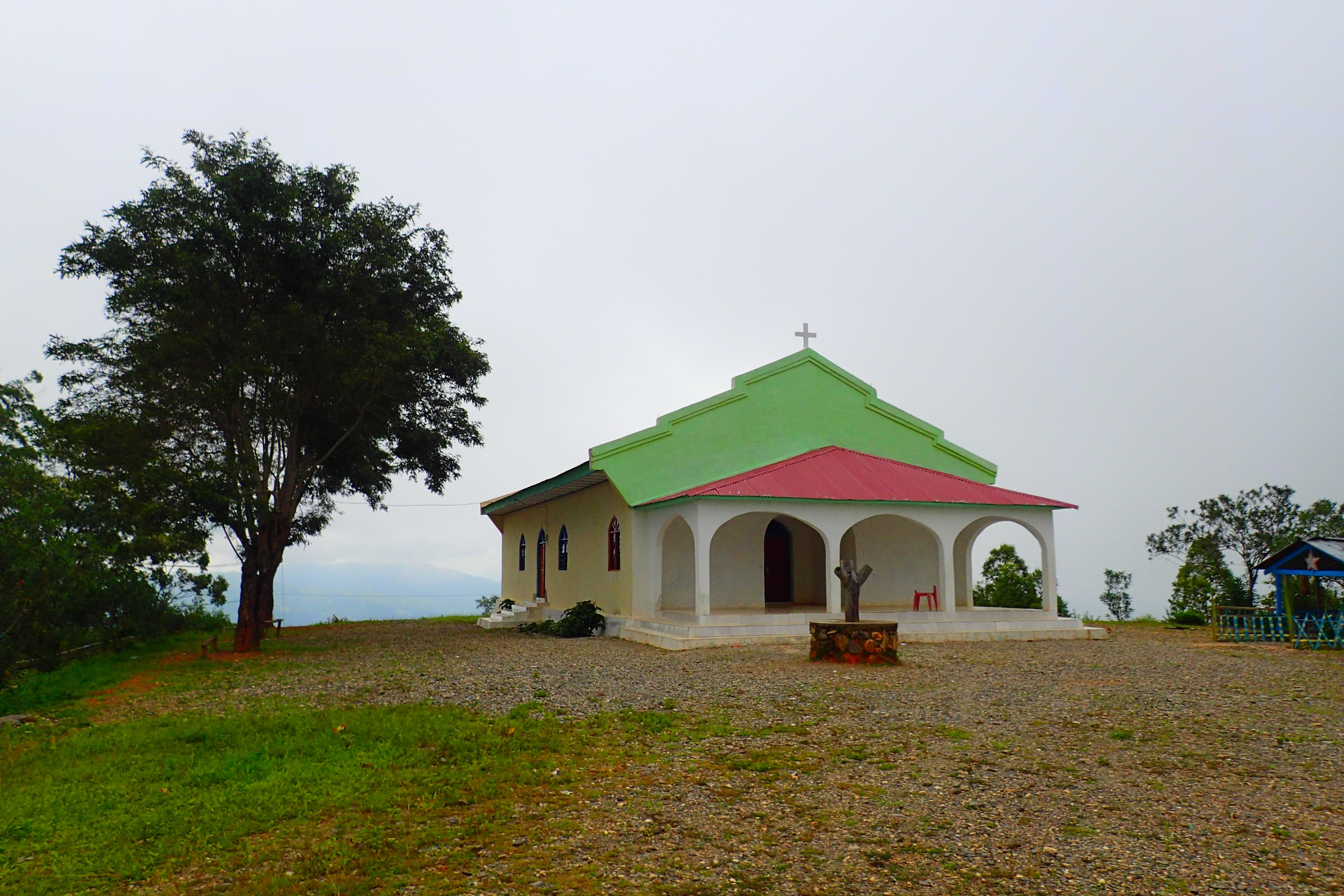
Voor een kerk

Ceremonies
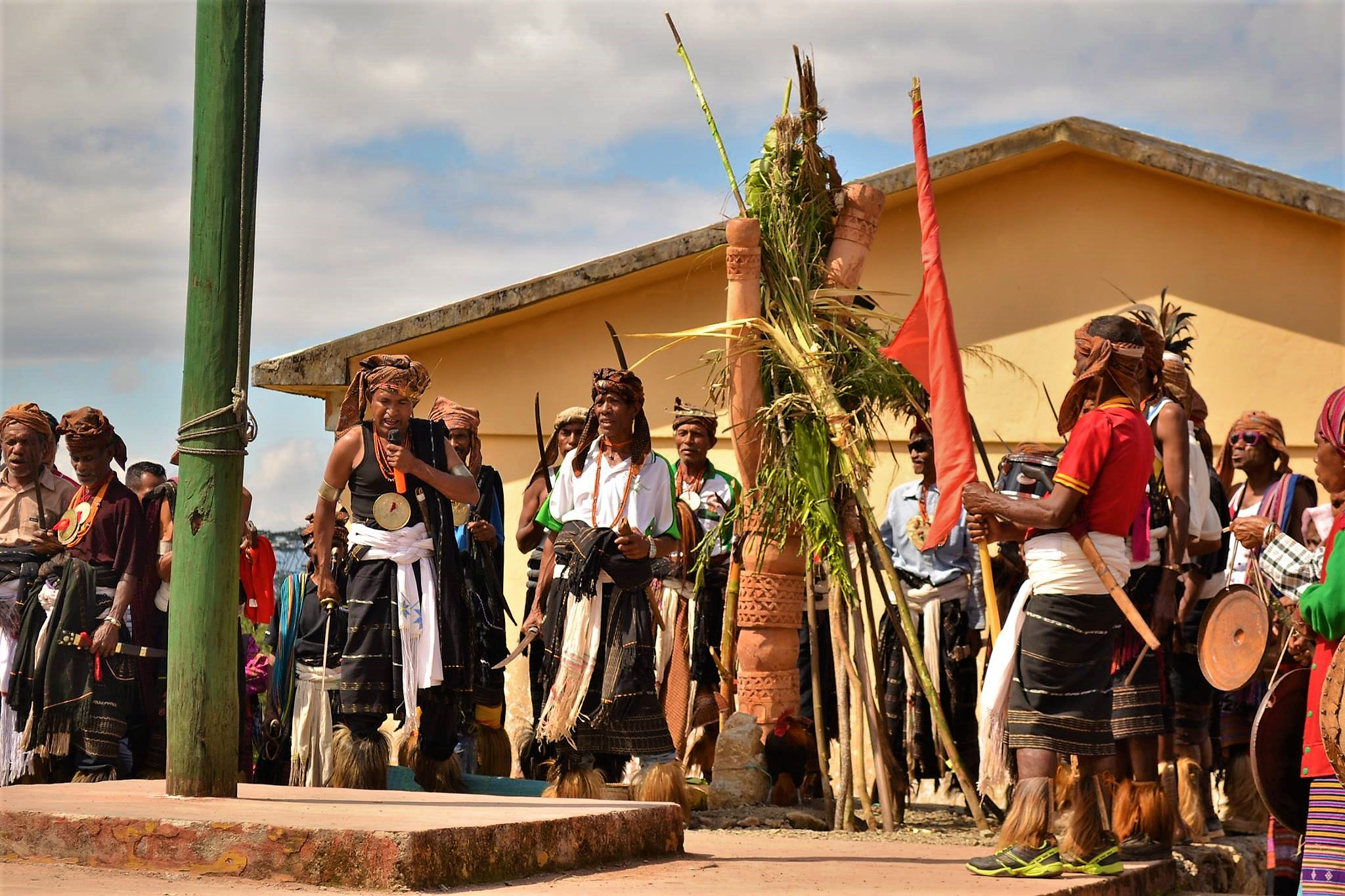
In Turiscai
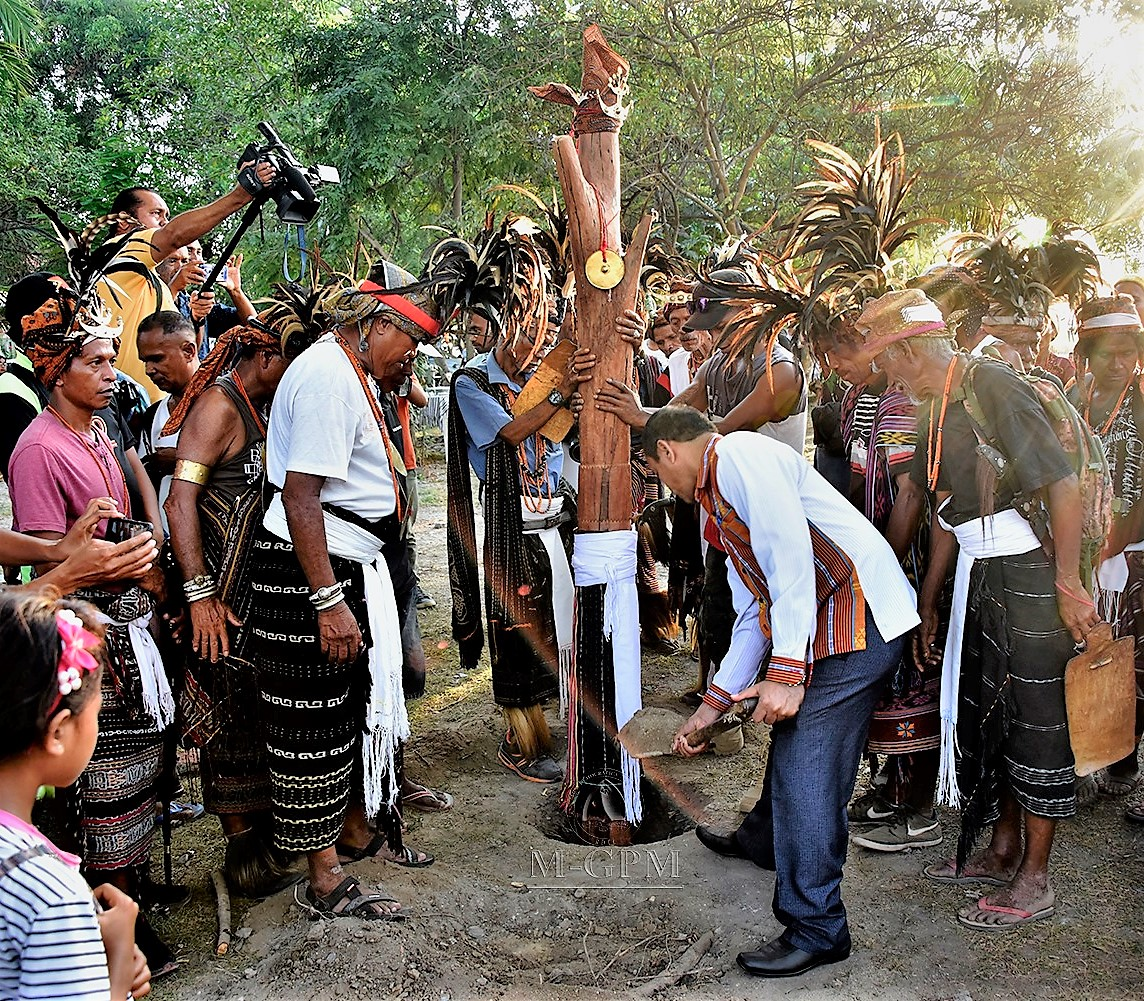
In Jardim Farol
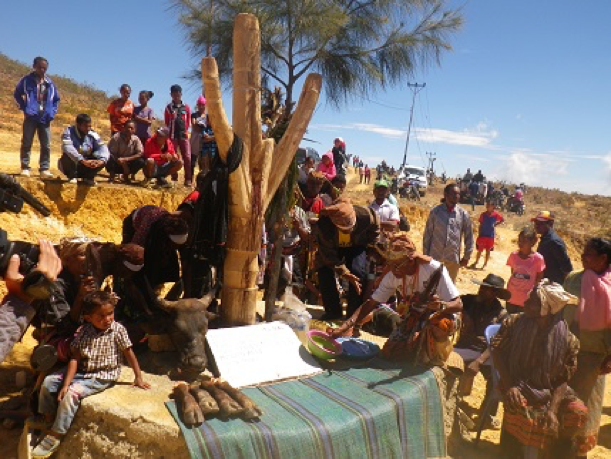
In Fahisoi